# Arno Van de Velde
Arno Van de Velde (* 30. Dezember 1995 in Aalst) ist ein belgischer Volleyballspieler.

## Karriere
Van de Velde begann seine Karriere bei Deco Denderhoutem in Denderleeuw. Von dort ging er zur Vlaamse Topsportschool in Vilvoorde. 2012 wechselte er zum Erstligisten Knack Roeselare. Mit dem Verein gewann der Mittelblocker fünf Mal in Folge die Meisterschaft und bis 2019 auch fünf Mal den nationalen Pokal. Außerdem spielte er mit Roeselare jede Saison in der Volleyball Champions League. Mit der belgischen Nationalmannschaft nahm er an der Europameisterschaft 2019 teil. Danach wechselte er zum französischen Erstligisten Arago de Sète. 2020/21 spielte Van de Velde beim deutschen Bundesligisten VfB Friedrichshafen, mit dem er deutscher Vizemeister wurde. Anschließend war er wieder bei Knack Roeselare aktiv und wurde erneut belgischer Meister. Seit 2022 spielt er beim belgischen Ligakonkurrenten Volley Menen.